# Ferrissia
Die Gattung Ferrissia gehört zur Familie der Tellerschnecken (Planorbidae) und umfasst eine größere Anzahl von Arten, die weltweit im Süßwasser vorkommen. Die Arten zeichnen sich durch napfförmige ca. 3–6 mm große Schalen aus. In Mitteleuropa lebt die traditionell (seit 1960) als Ferrissia wautieri bezeichnete Art, deren Status (mögliche Synonymisierung zu einer oder mehreren außereuropäischen Arten, eingeschleppt oder autochthon?) derzeit noch nicht abschließend geklärt ist; diese Art (oder Arten) werden im Deutschen zuweilen als Septenmützenschnecke bezeichnet.

## Merkmale
Morphologie: Die Gattung ist nicht sehr präzise definiert, weshalb Vertreter verschiedentlich auch unter anderen Gattungsbezeichnungen (z. B. Gundlachia) beschrieben worden sind. Der Apex von Ferrissia ist im Gegensatz zu Ancylus mit sehr fein skulpturierten Radiärrippen versehen und er ist nie hakenförmig. Vielfach kann sich entlang der Schalenöffnung ein Septum bilden, das die Schale von unten hinten teilweise (oft zu etwa zwei Drittel) verschließt und das Trockenperioden zu überdauern erleichtert. Nach einem erneut einsetzenden Wachstumsschub kann sich dadurch eine merkwürdig doppelt angesetzte Schale ausbilden. Die Kopulationsorgane zeichnen sich durch den Besitz eines Flagellums aus. Aphallische Individuen (d. h. Individuen ohne Penis, die demzufolge nur als Weibchen fungieren können) sind relativ häufig.
Karyologie: Zumindest teilweise haben die Vertreter von Ferrissia eine tetraploide Chromosomenzahl von n=30 (im Vergleich zur Basiszahl von 15 bis 18 der Planorbidae), wie für F. parallela und F. tarda berichtet wurde.

## Ähnliche Arten
Verwechslungen mit den Gattungen Gundlachia und Ancylus sind auch in der Wissenschaft verschiedentlich vorgekommen.
In Europa und für den Laien besteht die größte Verwechslungsgefahr der hier gefundenen Ferrissia-Formen untereinander. Ferner besteht Verwechslungsgefahr mit juvenilen Flussmützenschnecken sowie auch mit der ungefähr gleich großen Teichnapfschnecke, die jedoch im Gegensatz zu allen Tellerschnecken anatomisch rechtsgewunden ist.

## Verbreitung und Vorkommen
Die Gattung kommt auf mehreren Kontinenten vor. Ob die in Europa vorkommenden Formen einheimische Arten oder eine oder mehrere eingeschleppte Arten darstellen, ist weiterhin unklar. Die Arten der Gattung Ferrissia kommen in Fließgewässern und Seen, in Trockengebieten auch in temporären Gewässern und Bewässerungskanälen vor.

## Systematik
Die äußere Systematik ist unter Planorbidae erläutert. Danach gehört Ferrissia zusammen mit weiteren Gattungen (Ancylus, Gundlachia, Laevapex, Hebetancylus) zur Tribus Ancylini.
Innere Systematik: Die Anzahl der Arten kann infolge der großen Variabilität nicht angegeben werden, zumal fundierte genetische Vergleichsuntersuchungen auf Artebene noch kaum vorliegen. Üblicherweise werden heutzutage an die 30 Arten weltweit gelistet. Im Folgenden einige der häufiger genannten Arten, wobei künftig auch mit Umbenennungen, Aufspaltungen und Neuzuordnungen zu rechnen ist:
- Ferrissia clessiniana Jickeli, 1882 wird teilweise als Synonym zu F. fragilis bzw. zur europäischen F. wautieri gesehen
- Ferrissia dalli (als „fragile ancylid“ bezeichnet)
- Ferrissia fragilis Tryon, 1863 (in Nordamerika als „fragile ancylid“ bezeichnet). Die Art lebt in kleinen stehenden Gewässern und kann durch Ausbildung eines Septums auch Trockenperioden überdauern. Sie konsumiert bevorzugt Kieselalgen, die sie von höheren Wasserpflanzen, wie Teichrosen, abraspelt[3]. Die Art dürfte inzwischen global verschleppt sein und entspricht in Europa möglicherweise F. wautieri
- Ferrissia hendersoni (Walker, 1908), (in Nordamerika als „blackwater ancylid“ bezeichnet)
- Ferrissia isseli (Bourguignat, 1866), Ägypten, Äthiopien, vielleicht Sudan; bis 3,7 mm
- Ferrissia mcneili Walker, 1925, endemisch in den USA (als „hood ancylid“ bezeichnet), gilt gemäß IUCN als bedroht („vulnerable“)[4]
- Ferrissia parallela / parallelus (Haldemann, 1841) (in Nordamerika als „oblong ancylid“ bezeichnet), in stehenden Gewässern
- Ferrissia rivularis (Say, 1817), USA und Kanada (in Nordamerika als „creeping ancylid“ bezeichnet), in fließendem oder anderweitig bewegten Gewässern
- Ferrissia tanganyicensis Smith, 1906, nur Tanganjikasee, hier aber verbreitet (auf den Hartsubstraten aller Uferbereiche, bis 100 m Tiefe). Gilt gemäß IUCN als nicht gefährdet[5]
- Ferrissia tarda (Say)
- Ferrissia walkeri (Pilsbry & Ferriss, 1907), Nordamerika (in Nordamerika als „cloch ancylid“ bezeichnet)
- Ferrissia wautieri Mirolli, 1960, Septenmützenschnecke, bis 3,9 mm. Die Bildung des Septums, das im Deutschen für die Artbezeichnung verantwortlich ist, kann durch Umweltbedingungen induziert werden und tritt nicht immer auf. 1960 zunächst in Italien und Frankreich und bald danach auch in Deutschland und anderswo gefunden und wissenschaftlich beschrieben. Nachträgliche Prüfungen älterer Sammlungsmaterialien haben aber gezeigt, dass die Art in manchen Ländern (Deutschland, Tschechien u. a.) schon Jahrzehnte zuvor gefunden, aber nicht erkannt oder speziell vermerkt worden ist. Die endgültige Bezeichnung und mögliche Synonymisierung zu nordamerikanischen und vielleicht durch Einschleppung nach Europa gekommenen Formen ist derzeit noch im Flusse[6]